# Cantone di Issy-l'Évêque
Il Cantone di Issy-l'Évêque era una divisione amministrativa dell'arrondissement di Autun.
È stato soppresso a seguito della riforma complessiva dei cantoni del 2014, che è entrata in vigore con le elezioni dipartimentali del 2015.
Comprendeva i comuni di:
- Cressy-sur-Somme
- Cuzy
- Grury
- Issy-l'Évêque
- Marly-sous-Issy
- Montmort
- Sainte-Radegonde